# Paridea nigrimarginata
Paridea nigrimarginata là một loài bọ cánh cứng trong họ Chrysomelidae. Loài này được Yang miêu tả khoa học năm 1991.